# Hans-Joachim Scherbening
Hans-Joachim Scherbening (* 5. Mai 1934 in Berlin; † 9. März 2014) war ein deutscher Theaterschauspieler und Nachrichtensprecher.

## Biografie
Scherbening begann seine berufliche Laufbahn nach dem Abitur und Schauspielunterricht an der Städtischen Bühne Ulm, wo er von 1956 bis 1959 engagiert war. Er ging anschließend an die Theater von Karlsruhe und Heidelberg. 
Ab 1961 war er Radiosprecher beim Hessischen Rundfunk. Ab dem 2. Januar 1963 war Scherbening Nachrichtensprecher der Hessenschau bis zu seinem Ruhestand 1999. Seine Stimme wurde bundesweit berühmt, da er jahrelang bei der Tagesschau den Wetterbericht und die Aussichten für die kommenden Tage verlas. Im Jahre 2010 hatte er seinen letzten öffentlichen Auftritt anlässlich des 50-jährigen Jubiläums der Tagesschau-Wetterkarte. In den letzten Berufsjahren führte Scherbening Besuchergruppen durch das Gelände des Hessischen Rundfunks.
Am 9. März 2014 starb Hans-Joachim Scherbening im Alter von 79 Jahren.